# Причорноморський економічний район
Причорноморський економічний район — один з економічних районів України. При районуванні території України Причорноморський (Південний) регіон виділяється практично завжди, причому на відміну від інших регіонів, розбіжностей у визначенні його меж практично немає.

## Географічне положення Причорноморського економічного району, загальна характеристика
Причорноморський соціально-економічний район займає південну частину України. До його складу входять АР Крим, Одеська, Миколаївська та Херсонська області та м. Севастополь. Його площа — 113,4 тис. км² (18,8% площі України), населення — 7,4 млн осіб (14,4% населення України).
У районі розвинене машинобудування, суднобудування, рекреаційний комплекс, багатогалузева харчова та хімічна промисловість, курортне господарство та високотоварне сільське господарство з високою часткою посівів зернових, садів, виноградників, тютюну та ефіроолійних культур. На район припадає 30% виробництва ковальсько-пресового устаткування, 45,9% консерв, 20% хімічних добрив України. Тут сконцентровано до 90% українського виробництва вин. Значним є вклад регіону у виробництво морських та річкових суден, кукурудзозбиральних комбайнів, тракторних плугів, металорізальних верстатів, електродвигунів.
Причорноморський соціально-економічний район має вихід до Чорного та Азовського морів, у цьому полягає своєрідність та унікальність його географічного положення. Район контактує на півночі з Центральним та Подільським соціально-економічними районами, на північному сході — з Придніпровським соціально-економічним районом. На заході район має вихід до державного кордону з Молдовою та Румунією, на сході, через Керченську протоку — до Російської Федерації; ця риса географічного положення досить активно використовується.
Приморське положення зумовило розвиток суднобудування та судноремонту, морського транспорту каботажного та міжнародного плавання, курортно-туристичного господарства. Саме в цьому районі розташовуються найпотужніші українські порти (Чорноморськ, Одеса, Південний), що дозволяє району і Україні загалом, підтримувати контакти з 172 країнами світу. Придунайське розташування району дає змогу підтримувати дешеве річкове сполучення з багатьма європейськими країнами (Румунією, Болгарією, Угорщиною, країнами колишньої Югославії, Словаччиною та ін.). Вигідним є сусідство з прилеглими соціально-економічними районами. Позитивним є також близьке розташування району до основних паливних та металургійних баз України. «Плюсом» є також існування поромної переправи з Болгарією та Грузією. Надзвичайна роль відводиться приморському положенню, завдяки якому Україна має вихід до багатьох світових ринків.
Серед негативних рис району є досить далеке розташування від західних кордонів України і соціально-економічних районів, що тут розташовані.

## Населення
Пересічна щільність населення — 61 осіб/км², що є меншим від пересічноукраїнського показника.
Причорноморський регіон має низькі темпи природного приросту населення. Зниження цих темпів спостерігається з середини 70-х рр. XX ст. і пояснюється зменшенням показників народжуваності і зростанням смертності населення.
Природний приріст від'ємний (- 6,5‰). Однією з головних причин скорочення кількості населення є досить висока частка людей старшого віку (22%).
Причорноморський соціально-економічний район належить до багатонаціональних. Частка українців становить 52,5%, росіян — 37%, кримських татар — 3%; також проживають болгари, євреї, гагаузи, молдовани, білоруси, караїми та ін.
Станом на 1.01.2005 р. частка міського населення району становила 64%. Найбільші міста — Одеса (понад 1 млн осіб), Керч, Євпаторія, Миколаїв, Севастополь, Херсон і Сімферополь.

## Природні умови та ресурси
В рельєфі території виділяється Причорноморська низовина та Гірський Крим. Але загалом переважає хвиляста рівнина, яка поступово знижується на південь, а на Кримському півострові навпаки підвищується з наближенням до гірського хребта. Кримський півострів є найскладнішим і найрізноманітнішим в геоморфологічному та ландшафтному відношенні, де чітко виділяються три частини: гірський Крим, рівнинний Крим та грядово-хвилястий Керченський півострів.
Клімат району характеризується певними контрастами і характеризується кількома типами від помірно теплого до субтропічного. Причорноморська низовина і степовий Крим характеризуються помірно континентальним кліматом з теплим літом (середньомісячні липневі температури 21…23°С) і помірною зимою (середньомісячні січневі температури −1…5°С). Опадів на рівнинах випадає від 330мм (Дніпровські піски, то є абсолютним мінімумом для України) до 450 мм. В Гірському Криму кількість опадів досягає 1200 мм. Часто бувають посухи, що супроводжуються суховіями та пиловими бурями, які завдають шкоди сільському господарству.
За агрокліматичним районуванням територія відноситься до дуже посушливої, помірно жаркої зони з м'якою зимою, де є сприятливі умови для вирощування зернових культур, цукрових буряків, соняшника, виноградарства та садівництва на зрошувальних землях.
Гідрографічна мережа району характеризується найменшою щільністю в межах України, хоч тут і протікають такі великі ріки, як Дніпро, Дунай, Дністер та Південний Буг з притоками. Також в межах району розміщена південна частина Каховського водосховища; вздовж узбережжя є великі лимани (Дністровський, Бузький, Хаджибейський), які використовуються для рибопромислу. В степовому Криму багато солоних озер.
Багатий і різноманітний ґрунтовий покрив району. У північно-західній частині поширені опідзолені чорноземи. У решті частини степової зони поширені малогумусні чорноземи і темно-каштанові слабосолонцюваті ґрунти. В долинах Дунаю та Дніпра переважають лучно-болотні та мулувато-болотні ґрунти. Гірський Крим вкритий бурими лісовими, а також місцями гірсько-лучними та коричневими гірськими ґрунтами. На Південному березі Криму ґрунти червоноземні.
Серед металічних корисних копалин важливе значення мають залізні руди Керченського басейну; його руди містять домішки марганцю, ванадію, фосфору.
У районі зосереджується більше половини державних запасів флюсових вапняків. Основні родовища — Балаклавське, Старокримське.
Причорноморський соціально-економічний район добре забезпечений сировиною для будівельної індустрії — вапняки, глини, каолін, вулканічний туф.
Велике значення в районі відіграє ропа та лікувальні грязі озер та лиманів, води яких містять солі натрію, хлору, брому. Серед таких слід згадати озера Сиваш, Лакське, Куяльницький і Хаджибейський лимани.
Паливні мінеральні ресурси представлені Причорноморською нафтогазоносною провінцією. Серед найбільших родовищ слід назвати Глібівське, Задорненське, Джанкойське. Стрілківське, Фонтанівське, Оленівське газові (АР Крим), Штормове, Голіцинське (шельф Чорного моря), Східно-Саратське (Одеська область) та Зміївське (шельф Чорного моря) — нафтове. Іншими видами палива район забезпечений недостатньо. Прояви покладів кам'яного вугілля виявлено в Бахчисарайському районі АР Крим, бурого вугілля — в Вознесенському районі Миколаївської області, Болградському районі Одеської області. Але промислового значення вони не мають.
Господарський комплекс району. В загальнодержавному поділі праці Причорноморський соціально-економічний район спеціалізується на виробництві продукції сільського господарства (зерна, соняшнику, овочів, фруктів, винограду, вовни), харчової промисловості (плодоовочевих консерв, виноградних вин, шампанського, коньяку, ефірної олії, тютюнових виробів), рибної та легкої (бавовняних, вовняних тканин) промисловості, випуску продукції машинобудування (судна, верстати, преси, сільськогосподарські машини) і хімії (бром, лак, кальцинована сода, діоксид титану), на курортно-рекреаційному господарстві. Міжнародною спеціалізацією району є морський та залізничний транспорт.
Специфічна й великомасштабна міжрайонна і міжнародна спеціалізація району — рекреаційний комплекс, що складається з курортного господарства, туризму і сфери відпочинку. На території району в 2005 р. нараховувалось понад 300 санаторіїв та 250 пансіонатів і будинків відпочинку, найбільші — на півдні Криму та в Одеській області.
Територія району входить до складу Південного рекреаційного району України. Одним з визначальних ресурсів тут є клімат, особливості якого сприятливі для організації санаторно-курортного лікування та інших видів рекреаційної діяльності. Район має значні запаси мінеральних вод, йодо-бромних розсолів, лікувальних грязей.
Провідну роль в промисловому комплексі Причорноморського соціально-економічного району займає легка промисловість, передусім текстильна, трикотажна, швейна, шкіряно-взуттєва та хутрова.

## Промисловість
Текстильна та трикотажна промисловість представлена Херсонським бавовняним комбінатом, Севастопольською фабрикою спортивних трикотажних виробів, Одеською джгутовою фабрикою, швейним об'єднанням «Евіс» (Миколаїв) та ін.
Взуттєва промисловість розвинута в Одесі, Миколаєві, Сімферополі.
Значні потужності для виробництва парфумерно-косметичної промисловості мав АТ «Червоні вітрила» (Миколаїв).
Ключовим в районі є машинобудівний комплекс. Його профіль становить випуск велико- і малотонажних суден, потужних земснарядів, плавучих кранів, доків, металорізальних верстатів, кукурудзозбиральних комбайнів, тракторних плугів, устаткування для харчової промисловості, важких кранів, будівельно-шляхових машин, телевізорів і електротехніки, поліграфічних машин.
Суднобудування зосереджено в Миколаєві та Херсоні, судноремонт — в Одесі, Чорноморську, Ізмаїлі, Кілії, Херсоні.
Верстатобудування розвинене в Одесі.
Енергетичне та електротехнічне машинобудування розвивається у Новій Каховці, Первомайську, Одесі, Сімферополі, Херсоні.
Приладобудування і виробництво інструментів зосереджені у великих містах — Одесі, Миколаєві.
Сільськогосподарське машинобудування району спеціалізується на виробництві кукурудзозбиральних комбайнів (Херсон), тракторних плугів (Одеса), іригаційного устаткування (Джанкой).
На основі ропи із Сиваша, солоних озер на заході Криму та довізної сировини (нафта, сірчаний колчедан, апатит, ільменіт), розвивається хімічна промисловість.
Серед основних підприємств хімічної промисловості слід назвати бромне виробництво у Красноперекопську, хімкомбінат у м. Саки, суперфосфатний, азотнотуковий, хіміко-фармацевтичний, лакофарбовий заводи в Одесі.
Металургійний комплекс представлений в районі первинною сировинною ланкою. Ведеться видобуток у Керченському залізорудному басейні Камиш-Бурунським залізорудним комбінатом, для збагачення сировина вирушає до Маріуполя. В Миколаєві працює глиноземний завод, що дає сировину для потреб Запорізького алюмінієвого комбінату.
Паливно-енергетичний комплекс. На місцевих гідроресурсах працює Каховська ГЕС на Дніпрі. Основна частка електроенергії виробляється на ТЕС і ТЕЦ (Сімферопольська, Камиш-Бурунська, Севастопольська, Одеська, Миколаївська, Херсонська). Працює Південноукраїнська АЕС.
Паливна промисловість має значні перспективи у зв'язку з ростом видобутку нафти та газу у Причорномор'ї, початком функціонування нафтопроводу Одеса — Броди та Одеським нафтотерміналом.

## Сільське господарство
Район є житницею України. Степи перетворені в зерновий пояс озимої пшениці і кукурудзи. Площі, зайняті зерновими культурами, займають майже половину від посівних площ району. Серед технічних культур провідне місце займають соняшник, ефіроолійні (коріандр, троянда, лаванда, шавлія та ін.), тютюн, цукрові буряки. Міжрайонне значення мають овоче-баштанні культури (помідори, перець солодкий, баклажани і кабачки, кавуни і дині). Овочівництво активно розвивається навколо міста-мільйонера Одеси, великих центрів консервної промисловості (Херсона і Ізмаїла) та на південному заході Криму. Баштанні продовольчі культури культивують повсюдно в межах району. Славиться район садами та виноградниками. Садівництво поширене на всій території району, але особливо в АР Крим. У насадженнях домінують абрикоси, персики, черешня, вишня, слива, яблуня, груша, волоський горіх, мигдаль. Район посідає перше місце в Україні за насиченістю виноградниками (Крим та Одещина).
Основні галузі тваринництва — скотарство молочно-м'ясного і м'ясо-молочного напрямку, свинарство, вівчарство, птахівництво, бджільництво і шовківництво. Район є найважливішим в Україні за виробництвом тонкорунної вовни.
На потужній сільськогосподарській ресурсній базі активно розвивається харчова промисловість. Особливе значення мають виноробна, рибна, плодоовочеконсервна, м'ясна, молочна і олійно-жирова промисловість.
Виноробна промисловість — одна з найбільш розвинутих галузей харчової промисловості району. На неї припадає 90% загальнодержавного виробництва вин. Тут щорічно виробляється до 40 млн декалітрів виноградного вина, 300 тис. декалітрів коньяку та 3 млн пляшок шампанського. Спеціалізовані підприємства первинного виробництва зосереджені переважно у південноузбережному та передгірних районах Криму, а також у Придніпров'ї та південно-західній частині Одеської області. Тут сформувався Південний виноградно-виноробний район.
Район займає перше місце за виробництвом плодоовочевих консерв серед соціально-економічних районів України. Найбільші плодоовочеконсервні комбінати розміщені в Херсоні, Ізмаїлі, Одесі та Сімферополі. Тютюново-ферментаційна промисловість діє в Ялті, Феодосії, Сімферополі; ефіроолійна — у Сімферополі, Алушті, Судаку; олійно-жирова — в Одесі, Херсоні, Миколаєві, Вознесенську; цукрова — Подільську, Одесі.
У Причорноморському соціально-економічному районі найбільший в країні рибопереробний комплекс, який використовує ресурси Азово-Чорноморського басейну. Вилов риби переважно збільшується за рахунок приросту океанічного рибальства. Найбільші центри рибної промисловості — Одеса, Керч, Севастополь, Білгород-Дністровський.
Найбільші підприємства м'ясної промисловості зосереджені переважно у великих містах — Одесі, Миколаєві, Херсоні, Сімферополі, Севастополі та ін. Підприємства маслоробної, молочної і сироварної промисловості розташовані в районах розвинутого молочного скотарства і у великих містах.

## Транспорт
Транспортний комплекс охоплює всі види транспорту. Винятково важливу міждержавну роль відіграє морський транспорт. Найбільшими портами є Чорноморськ, Південний, Одеса, Херсон, Миколаїв. Для раціоналізації перевезень збудована поромна переправа Чорноморськ — Варна. Діє також залізничний пором через Керченську протоку. Добре розвинений річковий транспорт на Дніпрі, Дунаї та Південному Бузі. Головні порти — Херсон, Нова Каховка, Ізмаїл, Кілія. Вищезгадані порти об'єднуються в Чорноморське, Азовське та Українсько-Дунайське пароплавства.
Серед сухопутних видів транспорту виділяється залізничний. Основні залізничні магістралі — Одеса — Київ, Миколаїв — Знам'янка — Харків, Херсон — Дніпро, Севастополь — Сімферополь — Харків, Одеса — Львів, Одеса — Миколаїв — Херсон — Джанкой — Керч.
Загальна довжина автомобільних шляхів перевищує 25 тис. км. Серед основних автомагістралей загальнодержавного та міждержавного значення слід назвати: Миколаїв — Одеса — Кишинів; Миколаїв — Херсон — Сімферополь; Одеса — Ізмаїл; Одеса — Київ — Москва.
Основну роль в перевезеннях відіграють експортні перевезення; зокрема, це кам'яне вугілля, залізна руда, кокс, чорні метали, ліс, цукор, хімічна продукція тощо. В імпорті переважають машини, устаткування, мінерально-сировинні ресурси.
За винятком газопроводів Глібівка — Сімферополь — Севастополь та Джанкой — Сімферополь, усі інші трубопроводи розпочинаються за межами району і мають міжрайонне або міждержавне значення: газопровід Шебелинка — Дніпро — Одеса — Кишинів, нафтопроводи Гнідинці — Прилуки — Кременчук — Херсон, Одеса — Броди, Самара — Лисичанськ, Кременчук — Херсон, аміакопровід Тольятті — Горлівка — Одеса.

## Проблеми
Екологічні проблеми та раціональне використання природних умов і ресурсів потребує посиленої уваги. Невирішеними лишаються питання розміщення великих військово-повітряних і морських баз у курортних містах, що негативно впливає на розвиток санаторно-курортної справи у регіоні. Суттєво забруднюють довкілля і підприємства хімічної промисловості. Найбільш гостро екологічна проблема постає на території Одеського промислового вузла.